# Muzykanci z miasta Bremy
Muzykanci z miasta Bremy (niem. Die Bremer Stadtmusikanten) – niemiecki film familijny z 2009 roku, należący do cyklu filmów telewizyjnych Najpiękniejsze baśnie braci Grimm. Film jest adaptacją baśni braci Grimm pt. Muzykanci z Bremy.
Film był wyświetlany też w Polsce pod alternatywnym tytułem: O muzykantach z Bremy.

## Treść
Bohaterami filmu są osioł, pies, kot i kogut. Dawniej zwierzęta te wiernie służyły gospodarzowi, jednak kiedy się zestarzały przestały efektywnie pracować. Wówczas gospodarz, za namową żony Marthy, decyduje się ich pozbyć. Zwierzęta, by ratować życie, postanawiają uciec do Bremy i tam zacząć nowe życie. Wraz z nimi ucieka Lissi, córka Georga i pasierbica Marthy, którą rodzice chcą zmusić do małżeństwa z bogatym Hansem, mimo że ona kocha parobka Johanna. Uciekinierzy spotykają się w drodze...

## Obsada
- Peter Striebeck: Osioł (głos)
- Harald Schmidt: Kogut (głos)
- Hannelore Elsner: Kot (głos)
- Bastian Pastewka: Pies (głos)
- Florian Martens: gospodarz Georg
- Gesine Cukrowski: gospodyni Martha
- Anna Fischer: Lissi, córka Georga
- Johannes Zirner: Johann, parobek
- Michael Lott: rakarz
- Frank Giering: Hans Sittler
- Hartmut Lange: herszt zbójców
- Matthias Brenner: zbójnik
- Andreas Pauls: zbójnik
- Tim Plätzer: zbójnik
- Jean-Andre Priol: parobek